# Pemmikan
 Der er for få eller ingen kildehenvisninger i denne artikel, hvilket er et problem. Du kan hjælpe ved at angive troværdige kilder til de påstande, som fremføres i artiklen.

Pemmikan er en blanding af tørret kød, tørrede bær og fedt, med højt energiindhold. Blandingen blev udviklet af amerikanske indianere og fremstilles stadig i dag. Det har lang holdbarhed.
Pemmikan er blevet anvendt blandt andet på tidlige polarekspeditioner og i militære stridsrationer. Blandt andet brugte Roald Amundsen og Robert Falcon Scott pemmikan, da de rejste til Sydpolen i 1911/1912. Også Ejnar Mikkelsen og Iver P. Iversen brugte pemmikan på deres tur til Grønland i 1909, der er beskrevet i bogen Farlig tomandsfærd. Andre personer der har benyttet retten tæller Robert Bartlett, Ernest Shackleton, Richard E. Byrd, Fridtjof Nansen, George W. DeLong, Robert Peary og Matthew Henson.
I dag er Pemmikan også mærkenavn på et energitilskud til hunde.